# Плодосовхоз
Пло́досовхо́з (рос. Плодосовхоз) — селище у складі Волчихинського району Алтайського краю, Росія. Входить до складу Волчихинської сільської ради.

## Населення
Населення — 142 особи (2010; 160 у 2002).
Національний склад (станом на 2002 рік):
- росіяни — 92 %